# Dobele
Dobele (alemany: Doblen, rus: Доблень) és un poble del municipi Dobele a Letònia, a la regió històrica de Semigàlia. Es troba prop del centre del país a la riba del riu Bērze. Va obtenir els drets de ciutat el 1917 emtres formava part de la Governació de Curlàndia durant l'ocupació alemanya de la Primera Guerra Mundial.

## Història
El primer registre històric de Dobele es remunta a 1254, però, en aquella època només era una fortalesa de fusta que va ser destruïda durant la Guerra d'Independència Semigaliana (1279-1290), fase final de les Croades bàltiques a Letònia. En aquest lloc, es va erigir un nou castell de pedra el 1335 al voltant del qual va començar a créixer un petit assentament. Les ruïnes de la fortalesa encara són visibles i estan sent restaurades. Es va construir una església el 1495 i finalment la fortalesa es va convertir en el mercat local. Durant el segle xvii, sota el mandat del duc Jacob Kettler, van aparèixer un molí d'aigua, una serradora i una productora de vinagre. El 1927 la línia de ferrocarril Jelgava - Liepāja connectava la població amb altres viles importants el que va produir un important desenvolupament a la zona.

## Demografia
En tot el municipi en 2009 vivien 24.521 persones. La superfície del municipi té uns 889,7 kilòmetres quadrats,

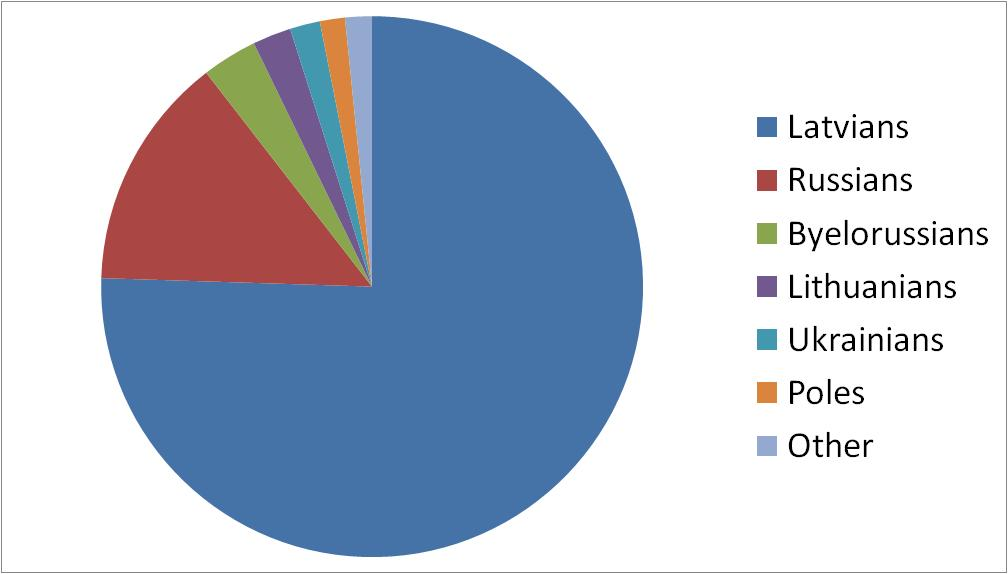
Distribució proporcional de les diferents ètnies a Dobele.

| \| Residents a Dobele per ètnia \| Residents a Dobele per ètnia \| Residents a Dobele per ètnia \| Residents a Dobele per ètnia \| Residents a Dobele per ètnia \| \| ---------------------------- \| ---------------------------- \| ---------------------------- \| ---------------------------- \| ---------------------------- \| \| \| \| \| \| \| \| Letons \| Letons \| \| 75.5% \| 75.5% \| \| Russos \| Russos \| \| 14% \| 14% \| \| Belarussos \| Belarussos \| \| 3.3% \| 3.3% \| \| Lituans \| Lituans \| \| 2.3% \| 2.3% \| \| Ucraïnesos \| Ucraïnesos \| \| 1.8% \| 1.8% \| \| Polonesos \| Polonesos \| \| 1.5% \| 1.5% \| \| Altres \| Altres \| \| 1.6% \| 1.6% \| |            |  |       |       |
| Residents a Dobele per ètnia |            |  |       |       |
| |            |  |       |       |
| Letons | Letons     |  | 75.5% | 75.5% |
| Russos | Russos     |  | 14%   | 14%   |
| Belarussos | Belarussos |  | 3.3%  | 3.3%  |
| Lituans | Lituans    |  | 2.3%  | 2.3%  |
| Ucraïnesos | Ucraïnesos |  | 1.8%  | 1.8%  |
| Polonesos | Polonesos  |  | 1.5%  | 1.5%  |
| Altres | Altres     |  | 1.6%  | 1.6%  |

## Residents coneguts
- Viktors Ščerbatihs, medallista olímpic
- Lauris Reiniks, músic.
- Alexei Kudrin, Ministre d'Economia de Rússia.
- Kristaps Abimeicevs, estrella de Floorball.